# Phyllocnistis valentinensis
Phyllocnistis valentinensis là một loài bướm đêm thuộc họ Gracillariidae. Loài này có ở Tây Ban Nha, Hy Lạp và Bulgaria.
Ấu trùng ăn Salix alba và Salix triandra. Chúng ăn lá nơi chúng làm tổ. The mine consists of a lower-surface, epidermal gallery with a very narrow central frass line. The gallery remains withtrong blade of a single leaf. The gallery ends upon the leaf margin, that folds somewhat downwards. Here, pupation takes place.